# تعطل الحكومة
يحدث تعطل الحكومة عن العمل أو إغلاق الحكومة عندما لا تقوم السلطة التشريعية بتمرير مشاريع القوانين الرئيسية التي تمول أو تأذن بعمليات السلطة التنفيذية، مما يؤدي إلى وقف بعض أو كل عمليات الحكومة.
حدثت حالات إغلاق الحكومة في الولايات المتحدة بشكل دوري منذ عام 1980، وكانت نتيجة الفشل في إقرار مشاريع قوانين المخصصات المالية قبل انتهاء صلاحية القوانين السابقة. إن عمليات الإغلاق من النوع الذي شهدته الولايات المتحدة تكاد تكون مستحيلة في الأشكال الأخرى من الحكومة. حدث آخر إغلاق في ديسمبر 2018.
- في ظل الأنظمة البرلمانية المستخدمة في معظم الدول الأوروبية، تقل احتمالية حدوث جمود داخل الحكومة، ولكن يجب على السلطة التنفيذية الحفاظ على موافقة المجلس التشريعي للبقاء في السلطة (دعم وتأييد)، وعادةً ما يتم إجراء انتخابات إذا لم تُمرر الميزانية (خسارة الاعتمادات المالية).
- في الأنظمة الرئاسية الأخرى، تتمتع السلطة التنفيذية عادةً بسلطة الحفاظ على أداء الحكومة حتى بدون ميزانية معتمدة. [1]

## المملكة المتحدة
حتى إقرار قانون البرلمانات محددة المدة في عام 2011، كان إغلاق الحكومة في المملكة المتحدة مستحيلاً بسبب الاتفاقية البرلمانية. سيتم سحب الثقة عن الحكومة التي لا تستطيع الحصول على أغلبية في البرلمان، إما قبل انعقاد البرلمان عندما يتم التصويت على خطاب العرش أو لاحقًا، عندما يتم التصويت على حجب الثقة وتمريره، عندما يتم التصويت على قانون المالية أو عندما يتم التصويت على مشروع قانون رئيسي. 
ومع ذلك، ألغى قانون البرلمانات محددة المدة هذه الاتفاقيات، مما يضمن أن الطريقة الوحيدة للدعوة إلى انتخابات جديدة هي إما الموافقة الصريحة على التصويت بحجب الثقة أو أغلبية الثلثين في مجلس العموم للدعوة إلى انتخابات جديدة. أدى هذا إلى تكهنات بإمكانية حدوث إغلاق للحكومة، مع سيطرة الحكومة على مجلس النواب من خلال تصويتات حجب الثقة، لكنها فشلت في تمرير التشريعات بسبب الصراع الداخلي أو انهيار التحالف.  
تم أيضًا اعتبار الإغلاق على الطريقة الأمريكية مطروحًا على الطاولة في سياق خروج بريطانيا من الاتحاد الأوروبي، حيث اقترح بعض أعضاء البرلمان تعديلاً لـ "تجويع الحكومة من الأموال النقدية" وإنشاء "إغلاق على غرار دونالد ترامب" في حالة خروج بريطانيا من الاتحاد الأوروبي بدون صفقة.   
في عام 2022، تم إلغاء قانون البرلمانات محددة المدة بموجب قانون حل ودعوة البرلمان، مما يجعل احتمال إغلاق الحكومة مستحيلًا تقريبًا.

### إيرلندا الشمالية
في يناير 2017، انهارت اتفاقية تقاسم السلطة في جمعية أيرلندا الشمالية،     مما أدى إلى عدم قدرة البرلمان الوطني على تمرير مشاريع القوانين، بما في ذلك مشاريع قوانين الإنفاق الهامة. وفي ديسمبر، كاد هذا الحدث المستمر أن يؤدي إلى إغلاق على الطريقة الأمريكية، حيث من المتوقع أن تنفد أموال الخدمات المدنية الإقليمية في غضون أيام، ولكن تم تجنب مثل هذا الإغلاق عندما تدخلت الحكومة البريطانية للحفاظ على تمويل الخدمات المحلية. 

## الولايات المتحدة
يشير إغلاق الحكومة، في سياسة الولايات المتحدة، إلى فترة فجوة التمويل التي تتسبب في إغلاق كامل أو جزئي لعمليات ووكالات الحكومة الفيدرالية. ويحدث عندما يكون هناك فشل في إقرار تشريع تمويلي لتمويل الحكومة للعام المالي المقبل أو إجراء تمويل مؤقت. منذ تفسير عام 1980 لقانون مكافحة العجز لعام 1884، فإن "سقوط التخصيص" بسبب المأزق السياسي بشأن مشاريع قوانين التخصيص المقترحة يتطلب من الحكومة الفيدرالية الأمريكية تقليص أنشطة الوكالة وخدماتها، وإغلاق العمليات غير الأساسية، وإعطاء إجازة للعمال غير الأساسيين، والاحتفاظ فقط بالموظفين الأساسيين في الإدارات التي تغطي سلامة الحياة البشرية و/أو حماية الممتلكات.  لا يجوز قبول الخدمات التطوعية في هذه المجالات الأساسية إلا أثناء حالات الطوارئ.  من الممكن أيضًا حدوث عمليات الإغلاق على مستوى الولاية والإقليم والمستوى المحلي.
اعتبارًا من 22 مارس 2025، منذ سن الميزانية الحالية للحكومة الأمريكية وعملية المخصصات في عام 1976، كان هناك إجمالي 22 فجوة تمويل في الميزانية الفيدرالية، منها 10 أدت إلى منح إجازة للموظفين الفيدراليين. قبل عام 1980، لم تكن فجوات التمويل تؤدي إلى إغلاق الحكومة، حتى أصدر المدعي العام بنيامين سيفيليتي رأيًا قانونيًا يطالب بإغلاق الحكومة عند حدوث فجوة في التمويل.  لم يتم الالتزام بهذا الرأي باستمرار خلال الثمانينيات، ولكن منذ عام 1990، أدت جميع فجوات التمويل التي استمرت لفترة أطول من بضع ساعات إلى الإغلاق.
وشملت بعض عمليات الإغلاق الأكثر أهمية في تاريخ الولايات المتحدة الإغلاق الذي استمر 21 يومًا في الفترة 1995-1996 خلال إدارة بيل كلينتون بسبب معارضة التخفيضات الكبيرة في الإنفاق. والإغلاق الذي استمر 16 يومًا في عام 2013 أثناء إدارة باراك أوباما بسبب نزاع حول تنفيذ قانون حماية المريض والرعاية الميسرة،  والإغلاق الذي استمر 35 يومًا في 2018-2019 في عهد إدارة دونالد ترامب، وهو أطول إغلاق في تاريخ الولايات المتحدة،  بسبب نزاع حول مبلغ التمويل لتوسيع الحاجز الحدودي بين الولايات المتحدة والمكسيك.  
وتتسبب عمليات الإغلاق في تعطيل الخدمات والبرامج الحكومية، بما في ذلك إغلاق المتنزهات والمؤسسات الوطنية (على وجه الخصوص، بسبب النقص في الموظفين الفيدراليين). تأتي الخسارة الكبيرة في الإيرادات الحكومية من فقدان العمالة من الموظفين الذين يتم إحالتهم إلى الإجازة والذين لا يزالون يتقاضون رواتبهم، بالإضافة إلى خسارة الرسوم التي كان من الممكن دفعها أثناء الإغلاق. تتسبب عمليات الإغلاق أيضًا في انخفاض كبير في النمو الاقتصادي (اعتمادًا على طول فترة الإغلاق). أثناء إغلاق عام 2013، ذكرت وكالة التصنيف المالي إس آند بي غلوبال في 16 أكتوبر أن الإغلاق "أخرج حتى الآن 24 مليار دولار من الاقتصاد"، و"قلص ما لا يقل عن 0.6% من نمو الناتج المحلي الإجمالي السنوي في الربع الأخير من عام 2013". 